# NK Mladost Draž
Nogometni klub Mladost Draž hrvatski je nogometni klub iz Draža. Trenutačno se natječe u 1. ŽNL Osječko-baranjskoj.

### Povijest
Nogomet se u Dražu igrao od 1920-tih godina u ogranku "Hrvatskog sokola" koji je aktivno djelovao u skopu ogranka Hrvatske seljačke stranke. Prvi nogomenti klub koji se aktivno uključio u organizirana takmičenja osnovan je 1956. godine kao zajednički klub dva susjedna naselja Draža i Gajića, a uzeo je naziv NK "Sloga" Gajić-Draž. Jedno vrijeme klub je nosio naziv  NK "Graničar" Gajić-Draž.  Svoje utakmice odigravao je na nogometnom igralištu koje se nalazilo između Draža i Gajića, na kojem je nakon razdvajanja svoje utakmice nastavila odigravati ekipa NK "Mladost" Draž.
Današnji klub NK "Mladost" osnovan u srpnju 1976. godine, nakon razdvajanja dotadašnjeg kluba NK "Sloga" Gajić-Draž, na NK "Sloga" Gajić i NK "Mladost" Draž. Prvi predsjednik kluba bio je Stipo Balić-Zec, a kapetan ekipe Stipo Golubov-Car, članovi uprave Mirko Mikuša, Matija Balić-Malj, Adam Tadijanov, Matija Pastović, Matija Lazić. Za vrijeme SFRJ klub se takmičio u posljednjem nogometnom rangu-Baranjska liga. Klub je prekinuo s radom  u kolovozu 1991. godine zbog Domovinskog rata i okupacije mjesta od strane JNA i srpskih paravojnih formacija. Gotovo svi tadašnji igrači pristupili su postrojbama Hrvatske vojske ili MUP-a RH  i aktivno sudjelovali u obrani i oslobađanju Republike Hrvatske. Nakon završetka rata klub nastavlja s radom i takmičenjem u sezoni 1998/1999 u  3. ŽNL Osječko-baranjska NS Beli Manastir. 
Klub je osvojao naslove prvaka 3. ŽNL Osječko-baranjske u dva navrata u sezonama 2005/2006 i 2010/2011.  Naslov prvaka 2. ŽNL Beli Manastir osvajao je tri puta, u sezonama 2012/2013, 2017/2018 i 2021/2022 kada je ostvario plasman u viši rang 1. ŽNL Osječko-Baranjsku ligu gdje se natječe i danas. 

### Stadion
Klub svoje domaće utakmice odigrava na stadionu "Pod Barom", izgrađenom 2016. godine, sa natkrivenom tribinom kapaciteta 264 sjedeća mjesta, rasvjetom za odigravanje noćnih utakmica i semaforom. Prilikom osnutka kluba nogometno igralište nalazilo se izvan  naselja na cesti prema Gajiću, a 1980. godine napravljeno je novo igralište unutar mjesta, u ulici Braće Radić. Na istom mjestu 2015. godine počela je izgradnja stadiona koji je dovršen u rujnu 2016. godine.

### Dresovi
Službena boja kluba je bijelo-plava. Domaće utakmice Mladost igra u bijelo-plavim, a gostujuće u žuto-plavim dresovima.

### Navijači
Klub nema organiziranu navijačku skupinu, navijači sebe nazivaju "Veseli kanisteri", a klub jednostavno zovu "NKMD". 

### Poznati igrači
- Josip Balatinac, nekadašnji igrač NK Osijeka, HNK Hajduka iz Splita i bivši reprezentativac Hrvatske za Mladost Draž je igrao od 2010. do  2018. godine
- Izet Redžepagić, nekadašnji igrač NK Jedinstvo Bihać, FK Borac Banja Luka , NK Osijek i NK Dardanelspor  ( najbolji strijelac 2. savezne lige SFRJ  Zapad u sezoni 1981/1982) , igrač i trener Mladost Draž u sezonama 2002/2003 i 2003/2004.